# Xicotepec
Xicotepec è una municipalità dello stato di Puebla, nel Messico centrale, il cui capoluogo è la località di Xicotepec de Juárez.
Conta 75.601 abitanti (2015) e ha una estensione di 312,30 km². 	 	
Il significato del nome della località in lingua nahuatl è  .